# Plutorectis grisea
Plutorectis grisea är en fjärilsart som beskrevs av Franciscus J.M. Heylaerts 1885. Plutorectis grisea ingår i släktet Plutorectis och familjen säckspinnare. Inga underarter finns listade i Catalogue of Life.